# 卡莱尔 (肯塔基州)
卡莱尔（英語：Carlisle），是美国肯塔基州的一座城市。建立于1816年，面积约为3.4平方公里（1.3平方英里）。根据2010年美国人口普查，该市的人口为2,010人。